# 久野朔郎
久野 朔郎（くの さくろう、1896年（明治29年）8月1日 - 1968年（昭和43年）9月6日）は、日本の英語学者。
愛知県出身。1918年第八高等学校卒。東京帝国大学文学部英吉利文学科にて市川三喜に師事し1921年卒業。1922年4月–1946年3月学習院大学教授、1950年3月愛知女子短期大学教授、1957年4月–1965年3月愛知県立女子大学教授、1958年4月–1964年7月同学長、1965年4月–1968年立正大学大学院英文学専攻教授。久野昭、小笠原暁、久野暲は息子。

## 著書
- 『英単語のロマンス』研究社、1925[3]
- 『英文法概論 高等学校専門学校用」開隆堂書店 1931
- 『英語単語集 大学入試必須」編 開隆堂書店 1933
- 『英語の語彙及造語法と語源』研究社英米文学語学講座 1941

### 翻訳
- サクリソン『現代英語の文法的変化』英語学パンフレツト 研究社 1933
- マツクナイト『単語と文化史』英語学パンフレツト 研究社 1935
- E.ウイークリイ『英語発達史』東京堂 1942

## 参考
- デジタル版日本人名大辞典

## 注
1. ↑  早川勇「郷土の英語学者、久野朔郎」『愛知大学綜合郷土研究所紀要』第51巻、愛知大学綜合郷土研究所、2006年、17–22、ISSN 04008359。
2. ↑  鏡味, 國彦 (1994-09-30). “<エッセイ> わが恩師のことども”. 立正大学文学部論叢 (立正大学文学部) (100):  327-331.
3. ↑  ウィークリー『ことばのロマンス』の訳書ともされるが、同書岩波文庫版翻訳解説で寺澤芳雄が、下敷きにしているが翻訳ではないとしている。